# 名取芳夫
名取 芳夫（なとり よしお、1914年4月30日 - 1975年4月2日）は、日本の元プロボクサー。山梨県北巨摩郡保坂村出身。戦前における日本および東洋ウェルター級チャンピオン。東京拳闘協会所属。日本ボクシング草創期の強豪。

## 略歴
北巨摩郡保坂村に生まれる。上京して錦城中学から正則高校へ進学、東京拳闘協会に入門する。1932年1月11日、英国の強豪エス・ハリーを3回TKOに破ってデビュー。頭脳派のテクニシャンで、原靖、平川末男、熊谷二郎ら日本の強豪のほか、ジョー・サクラメント、ファイティング・アボルトら比国の名選手も破る。
1934年12月25日、日本拳闘連盟主催の選手権大会で強打者佐藤利一に7回反則勝ち、日本ウェルター級王者となる。翌1935年に開催された東洋選手権ではフィリピンの強豪アール・カンテに2回KOで圧勝、東洋ウェルター級王者となった。1936年引退。

## 通算戦績
51戦36勝（9KO）7敗8引分け